# バートン・グリーン
バートン・グリーン（Burton Greene、1937年6月14日 - 2021年6月28日）は、イリノイ州シカゴで生まれたアメリカのフリー・ジャズ・ピアニストだが、ニューヨークでの仕事で最もよく知られている。彼は、アヴァンギャルド・ジャズとクレズマーの中間くらいを含む、複数のジャンルを探求した。

## 略歴
グリーンは1960年代にニューヨークのフリー・ジャズ・シーンで演奏し、アラン・シルヴァやマリオン・ブラウンなどのミュージシャンとギグを行った。アラン・シルヴァと共同で1963年にフリー・フォーム・インプロヴィゼーション・アンサンブルを結成した。1964年にビル・ディクソンとセシル・テイラーのジャズ・コンポーザーズ・ギルドに加わり、ラシッド・アリ、アルバート・アイラー、ガトー・バルビエリ、バイアード・ランカスター、サム・リヴァース、パティ・ウォーターズなどとも共演した。この間、ESPディスクのために自身の名義で2枚のアルバムを録音した。
1969年にヨーロッパへ活動の場を移し、最初はパリへと赴いた。その後、アムステルダムに移り住み、マールテン・アルテナやウィレム・ブロイカーなどオランダのミュージシャンたちと共演した。1980年代後半、自分のグループであるKlezmokum（with ペリー・ロビンソン）、Klez-thetics、そして後のグループであるボーカリストのマレク・バラタとのKlez-Edgeで、クレズマーの伝統を探求し始めた。Klez-Edgeは、ジョン・ゾーンのツァディク・レーベルにて、アルバム『Ancestors, Mindreles, NaGila Monsters』（2008年）のレコーディングを行っている。同じくツァディク・レーベルから、ペリー・ロビンソンとのデュエットでアルバム『Two Voices in the Desert』が2009年1月にリリースされた。
1990年代半ばから、グリーンはニューヨークと東海岸にて、演奏および録音を行うようになった。この時からニューヨークを拠点とするグリーンによってパフォーマンスしたり録音されたりしたグループには、ベーシストのマーク・ドレッサーとのデュエット、トランペット奏者のロイ・キャンベル・ジュニア、ルー・グラッシ、アダム・レーンとのカルテット、ベースとドラムにエドとジョージ・シュラーが参加するトリオ（CIMPレーベルに録音）、シュラー兄弟、サックスとフルートのラス・ノラン、トランペットのポール・スモーカーとのクインテットが含まれている。20年以上にわたって執筆された彼の自伝『Memoirs of a Musical Pesty-Mystic』が、2001年に出版された（ケイデンス・ジャズ・ブックス刊）。
グリーンはアムステルダムにて、自宅としていたハウスボートで亡くなった。

## ディスコグラフィ

### リーダー・アルバム
- 『バートン・グリーン・カルテット』 - Burton Greene Quartet (1966年、ESP Disk)
- Presenting Burton Greene (1968年、Columbia)
- 『オン・ツアー』 - On Tour (1968年、ESP Disk)
- 『アクアリアーナ』 - Aquariana (1969年、BYG)
- 『セレスフェール』 - Celesphere (1970年、Futura)
- Mountains (1971年、Button-Nose)
- Trees (1973年、Button-Nose)
- Light (1976年、Button-Nose)
- European Heritage (1978年、Circle)
- It's All One (1978年、Horo)
- The Past Is Also in the Future (1978年、All Life)
- Variations On a Coffee Machine (1978年、Kharma)
- Structures (1978年、Circle)
- Firmanence (1980年、Fore)
- The Ongoing Strings (1981年、Hat Hut)
- Lady Bug Dance (1981年、Cat)
- Zephyr (1983年、Button-Nose)
- One World Music (1984年、Cat)
- Valencia Chocolate (1985年、Cat)
- Solo Orchestra in Real Time (1989年、Nimbus West)
- Shades of Greene (1998年、Cadence)
- The Free Form Improvisation Ensemble (1998年、Cadence)
- Throptics (1999年、CIMP)
- Peace Beyond Conflict (2002年、CIMP)
- Calistrophy (2002年、BV Haast)
- Live at Grasland (2004年、Drimala)
- Roy Campbell Quartet Isms Out (2004年、CIMP)
- Ins and Outs (2006年、CIMP)
- 『ライブ・アット・ウッドストック・プレイハウス』 - Live at the Woodstock Playhouse 1965 (2010年、Porter)
- Live at Kerrytown House (2012年、NoBusiness)
- Burton's Time (2014年、CIMP)
- Compendium (2017年、Improvising Beings)
- Post Monk Songbook (2019年、Cadence)
- Life's Intense Mystery (2019年、Astral Spirits)